# Політичні партії Косова
Політичні партії Республіки Косово — політичні організації Косова, які беруть участь у парламентських виборах. За період, що минув з проголошення незалежності, проведено 4 виборчі кампанії (2004, 2007, 2010 і 2014), в яких взяли участь більш як 2 десятки партій.

## Парламентські партії
За підсумками виборів 2014 року в парламенті Косова представлені такі партії:
| Назва                        | Абревіатура | Ідеологія                                          | Місць у парламенті |
| ---------------------------- | ----------- | -------------------------------------------------- | ------------------ |
| Демократична партія          | PDK         | Економічний лібералізм, ліберальний націоналізм    | 37                 |
| Демократична ліга            | LDK         | Соціальний лібералізм, економічний лібералізм      | 30                 |
| Самовизначення               | VV          | Пряма демократія, лівий націоналізм, протекціонізм | 16                 |
| Альянс за майбутнє           | AAK         | Проєвропейський курс, консерватизм                 | 11                 |
| Сербський список             | LS          | Партія національної меншини                        | 9                  |
| Ініціатива для Косова        | NISMA       | Албанський націоналізм                             | 6                  |
| Турецька демократична партія | KDTP        | Партія національної меншини                        | 2                  |

## Інші великі партії
| Назва                       | Абревіатура     | Інформація про партії                                | Місць у парламенті у 2007 році | Місць у парламенті у 2010 році |
| --------------------------- | --------------- | ---------------------------------------------------- | ------------------------------ | ------------------------------ |
| Новий альянс                | AKR             | албанська                                            | 13                             |                                |
| Демократична ліга           | LDD             | албанська                                            | 11                             |                                |
| Альянс за майбутнє          | AAK             |                                                      | 10                             | 12                             |
| Коаліція «Вакат»            | партія меншості | партія меншості                                      |                                | 1                              |
| Незалежна ліберальна партія | SLS             | сербська                                             | 3                              | 2                              |
| Реформістська партія ORA    | ORA             | у 2010 році приєдналася до Демократичної ліги Косова |                                |                                |